# 哈瓦峰
4°45′20″N 64°30′27″W / 4.7555°N 64.5075°W
哈瓦峰（西班牙語：Cerro Jaua），是委內瑞拉的山峰，位於該國東南部玻利瓦爾州，屬於哈瓦-薩里薩里尼亞馬國家公園的一部分，毗鄰亞馬遜州邊界，海拔高度2,395米。